# Schöfflisdorf
Schöfflisdorf (zürichdeutsch ebenso oder älter Schöfflischtòòrf) ist eine politische Gemeinde im Bezirk Dielsdorf des Kantons Zürich in der Schweiz.

## Wappen
Blasonierung:
In Blau ein schreitendes silbernes Schaf
Das Wappen ist aus der Zeit der Helvetik. Das Schaf deutet auf eine Verballhornung des Ortsnamens hin: das Schööfli aus dem zürichdeutschen Schöfflisdorf ist eine Verkleinerungsform von Schaf. Der Name Schöfflisdorf stammt aber von daher, dass das Dorf früher der Sitz eines Gerichtsschöffen (Geschworenen) war.

## Geographie

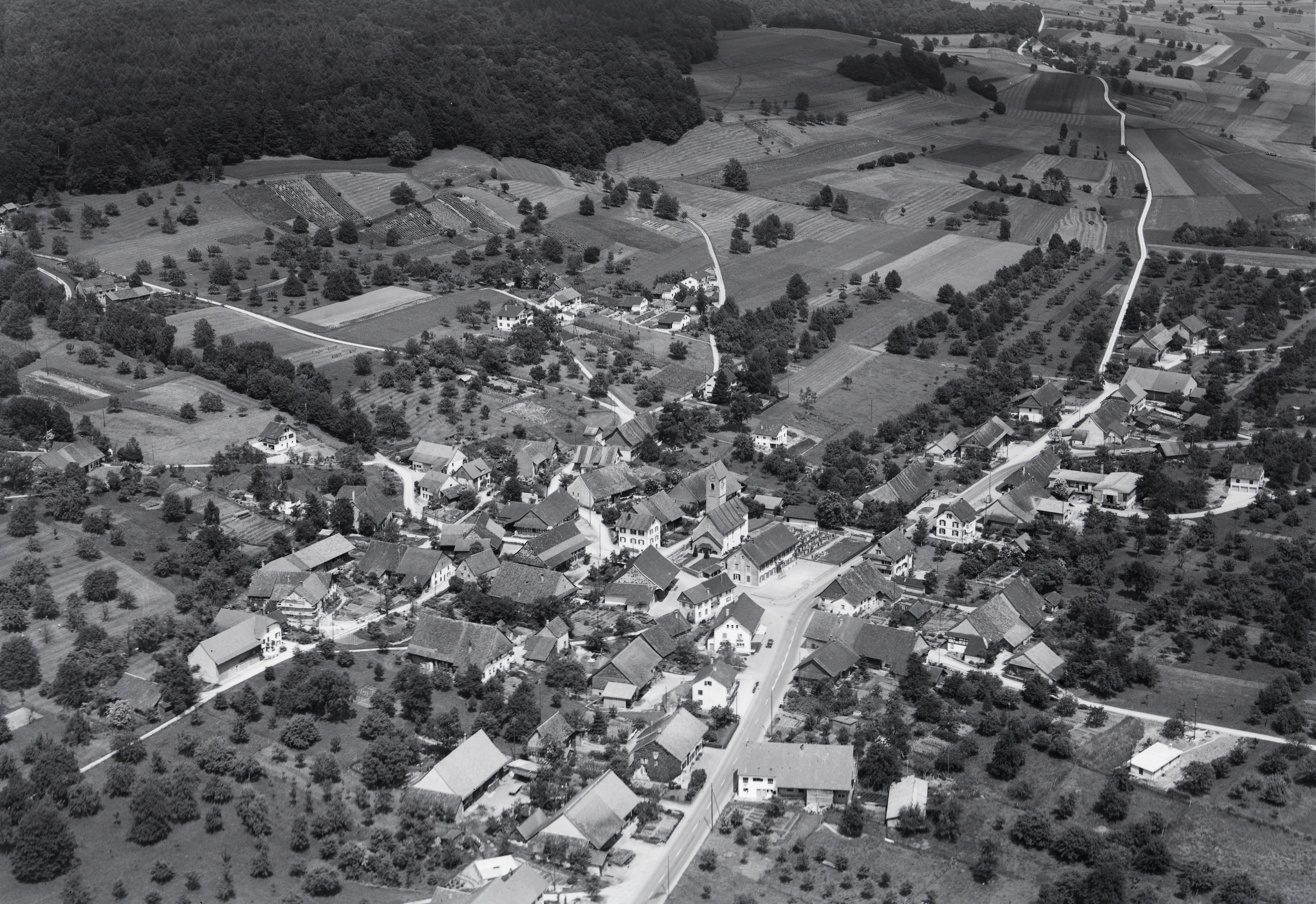
Historisches Luftbild von Werner Friedli (1958)

Schöfflisdorf ist die östlichste Gemeinde im Wehntal, etwa 20 Kilometer nordwestlich von Zürich. Das Gemeindegebiet grenzt an Bachs, Oberweningen, Steinmaur und Boppelsen. Von der Gemeindefläche dienen 41,3 % der Landwirtschaft, Wald bedeckt 47,1 %, 8,6 % sind Siedlungs- und 3,0 % Verkehrsfläche. Es werden keine Gewässer- oder unproduktive Flächen ausgewiesen (Stand 2018).

## Bevölkerung
| Jahr      | 1634 | 1756 | 1850 | 1900 | 1950 | 2000 | 2005 | 2010 | 2015 | 2020 | 2022 |
| --------- | ---- | ---- | ---- | ---- | ---- | ---- | ---- | ---- | ---- | ---- | ---- |
| Einwohner | 168  | 581  | 446  | 318  | 369  | 1001 | 1154 | 1353 | 1395 | 1394 | 1361 |

Am 31. Dezember 2022 waren in der Gemeinde Schöfflisdorf 1361 Einwohner registriert.

## Politik
Seit dem 1. Juli 2022 ist Rolf Huber (parteilos) Gemeindepräsident (Stand Dezember 2023), als Nachfolger von Alois Buchegger.
Bei der Nationalratswahl 2019 erreichten die Parteien folgende Wähleranteile: SVP 39,51 %, glp 13,53 %, FDP 13,15 %, SP 9,75 %, Grüne 9,58 %, EDU 4,71 %, EVP 4,01 %, CVP 3,42 %, BDP 1,67 % und andere (8) 0,66 %.
Die Wähleranteile bei der Nationalratswahl 2023: SVP 41,97 % (+2,46 %), glp 11,43 % (−2,11 %), SP 10,44 % (+0,68 %), FDP 9,27 % (−3,89 %), Die Mitte 9,07 % (+3,98 %), Grüne 7,39 % (−2,19 %), EDU 4,00 % (−0,70 %), EVP 2,74 % (−1,27 %), Aufrecht Zürich 1,74 %, andere (11) 1,95 %.

## Geschichte
Erste Spuren von Einwohnern im Raum Schöfflisdorf stammen aus einer Zeit um 1800 v. Chr. Im Wald auf der Egg wurden mehrere Grabhügel gefunden, in denen Grabbeigaben aus der Schnurkeramikzeit gefunden wurden. In römischer Zeit stand in Oberweningen im Heinimürler ein Gutshof.
Der auf -dorf endende Namen deutet auf eine von den Alamannen ungefähr im 9. Jahrhundert gegründete Siedlung. 1285 wird das Dorf erstmals urkundlich erwähnt. In einem Pergamentbrief vom Freiherr Lütold VIII. von Regensberg wird der Verkauf eines Grundstückes in Schöfflisdorf an einen Berchtold von Waldhausen im Bachsertal bestätigt. Der Pergamentbrief wird im Staatsarchiv Zürich aufbewahrt.
Im 13. Jahrhundert ist eine erste Kapelle in Schöfflisdorf nachgewiesen, das damals noch zur Kirchgemeinde Niederweningen gehörte. 1409 kam Schöfflisdorf mit dem übrigen Wehntal unter die Herrschaft der Stadt Zürich. 1524 trat die damalige Bevölkerung wie die anderen Zürcher Unterländer zum reformierten Glauben über. 1548 wurde erstmals die heutige Schreibweise des Namens genannt. 1706 wurde die heutige Kirche gebaut, 1713 folgte das Pfarrhaus.
Schöfflisdorf stand unter der Herrschaft der Freiherren von Regensberg bis mit deren Niedergang die Besitzungen Ende des 14. Jahrhunderts habsburgisch-österreichisch wurden. Diese verpfändeten ihre Besitzungen des Amt Regensbergs 1409 an die Stadt Zürich, die daraus 1417 die Landvogtei Regensberg bildete, wobei einige Besitzungen dem Grossmünsterstift gehörten.
Im Frühjahr 1798 marschierten im Zuge der Koalitionskriege die napoleonischen Truppen ein. Während der Zweiten Schlacht von Zürich gab es auch grössere Truppenaufmärsche in Wehntal. Ein russisches Lager, das 1799 in der Nähe des Dorfes stand, verbrauchte das ganze Holz der Kapellengüter von Schöfflisdorf und Oberweningen. Es folgten bis 1802 Kriegswirren.
In den 1840er-Jahren zählte das Dorf um die 45 Häuser. 1843 wurde die Strasse nach Zürich ausgebaut. Auf Anregung des Dorfpfarrers wurde die Strasse nicht wie ursprünglich vorgesehen entlang der Lägern gebaut, sondern mit einem scharfen Bogen in Richtung Dorf geführt. Die Kurve erhielt den Namen Pfaffenrank. Bereits ein Jahr zuvor fuhr die erste Postkutsche auf der Strecke Zürich–Dielsdorf–Niederweningen durch Schöfflisdorf. Die Bedachung der Häuser war damals noch zur Hälfte aus Stroh.
Im Jahre 1846 ist der Frauenverein im Dorf nachgewiesen. Die Frauenvereine hatten die Aufgabe, Arme zu unterstützen, für das Wohl der Kinder zu sorgen und die Handarbeitsschule zu beaufsichtigen.

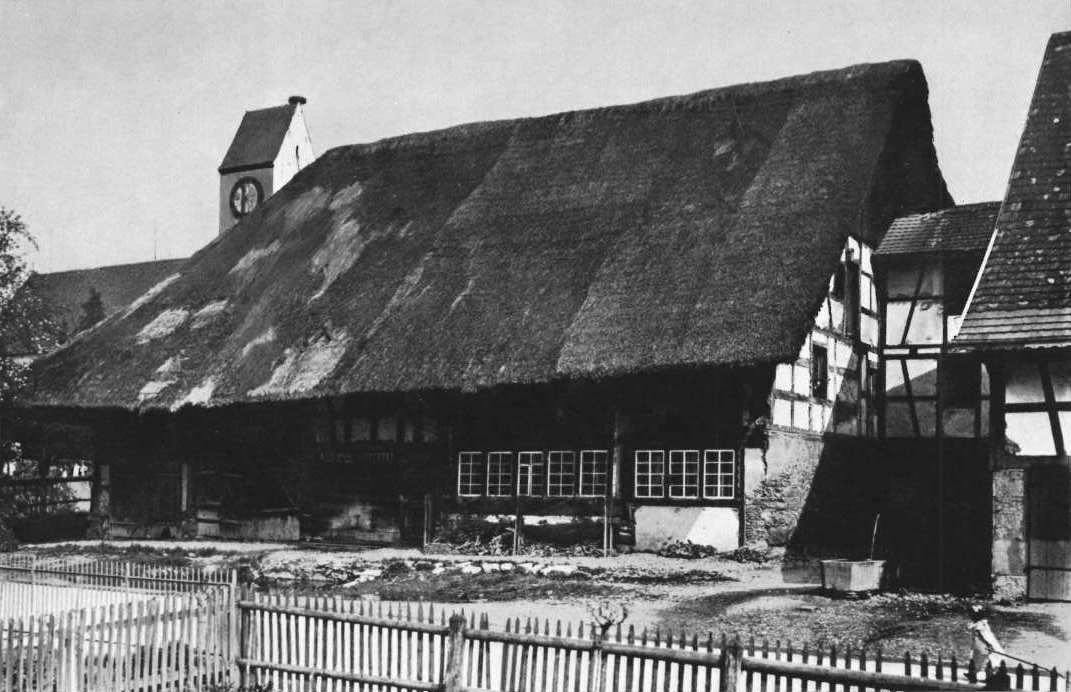
Letztes Strohdachhaus in Schöfflisdorf, das westlich vom Bauernhaus an der Wehntalerstrasse 10 stand und in den 1940er-Jahren zugunsten einer Friedhofserweiterung abgebrochen wurde

1891 wurde die Eisenbahnstrecke von Dielsdorf nach Niederweningen eröffnet. 1973 wurde der beschrankte Bahnübergang im «Pfaffenrank» aufgehoben und durch eine Überführung ersetzt. Der Bahnübergang an der Burgerstrasse – heute Hauffeldstrasse, wurde aufgehoben. Die Verbindung nach Regensberg wurde durch eine Strasse ersetzt, die südlich der Pfaffenranküberführung abzweigt. Im selben Jahr wurde die Mehrzweckhalle mit Lehrschwimmbecken eröffnet. 1978 wurde die Überführung in der Verlängerung der Unterdorfstrasse in Betrieb genommen. Sie ersetzte einen unbewachten Bahnübergang östlich des Bahnhofs. Die Überführung dient der Zufahrt zu den Siedlungen am Nordhang der Lägern und ist auch Zugang zum Gattikerweg, der als Radweg durchs Wehntal dient.
Im April 1982 konnte das seit Ende der 1970er-Jahre geplante Alterswohnheim Wehntal den Betrieb aufnehmen. Die Anlage wird von einem Zweckverband der Gemeinden Bachs, Niederweningen, Oberweningen, Regensberg, Schöfflisdorf und Steinmaur betrieben. 1984 konnte der neue Friedhof eröffnet werden. Gegen Ende der 1980er-Jahre wird das Dorf von einem starken Bauboom erfasst. Das alte Schulhaus wird zum Gemeindehaus umgebaut. Das allererste Schulhaus, das zuvor als Gemeindehaus diente, wird zum Kirchgemeindehaus. Ein neues Dorfzentrum «Schmittendörfli» entsteht, in dem ein Supermarkt, die Post, ein Restaurant, einige weitere Geschäfte und Wohnungen untergebracht sind.  Der Name ist irreführend, da die alte Schmitte beim Dorfbrunnen auf der anderen Seite der Hauptstrasse stand. Zwischen der Hauptstrasse und der Bahnlinie entsteht das Quartier Dorfwiese/Surbgasse. 1990 Eröffnung der S-Bahn Zürich. In den darauffolgenden Jahren setzte ein starkes Bevölkerungswachstum ein. Es wurden mehrere Quartiere mit Ein- und Mehrfamilienhäuser gebaut. Der Einfluss der Stadt Zürich wurde spürbar stärker.

## Wirtschaft

### Arbeit und Unternehmen
Die Gemeinde Schöfflisdorf bietet Arbeitsplätze für etwa 250 Arbeiter aus der näheren Umgebung. Zu den Arbeitgebern gehören Handwerk und das Alterswohnheim Wehntal.

### Verkehr
Schöfflisdorf liegt an der Wehntalbahn (Oberglatt–Niederweningen), die von der S 15 Rapperswil – Uster – Zürich HB – Oberglatt – Niederweningen  befahren wird. Die Züge der S 15 verkehren halbstündlich. Am Bahnhof Schöfflisdorf-Oberweningen beginnt die Postauto-Buslinie 555 nach Oberweningen–Schleinikon.
Die Hauptstrasse 17 von Zürich nach Döttingen führt durch Schöfflisdorf.

## Sonstiges
Partnergemeinde von Schöfflisdorf ist Messolongi in Griechenland.

## Persönlichkeiten
- Gustav Guhl, Coiffeur und Unternehmer
- Andreas Rudolf Harlacher, Bauingenieur
- Kurt Meier, Polizist
- Johann Jakob Meyer, Philhellene, griechischer Freiheitskämpfer, Bürger von Schöfflisdorf
- Rudolf Mülli, Kunstmaler, Bürger von Schöfflisdorf

## Bilder

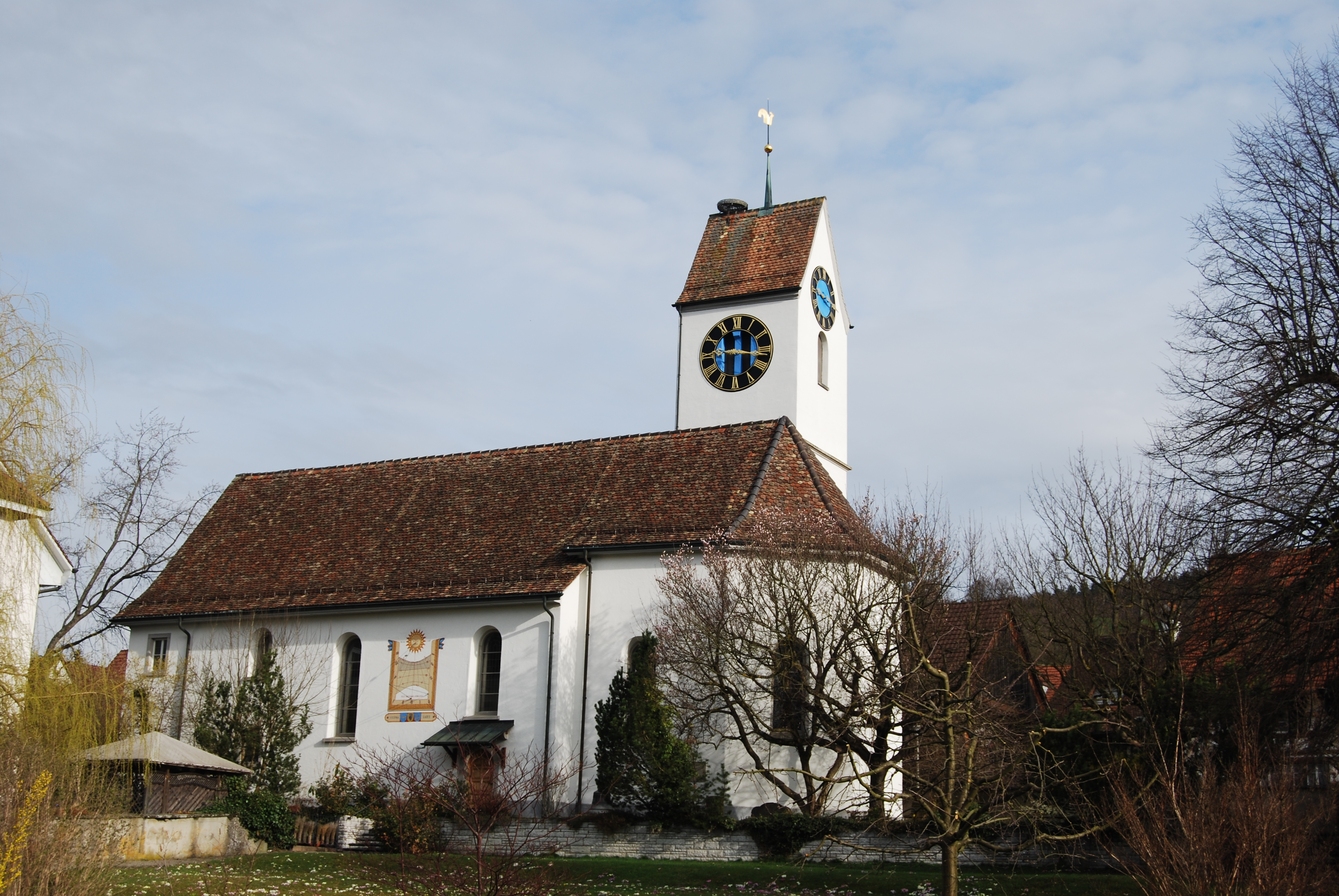
Kirche von Schöfflisdorf
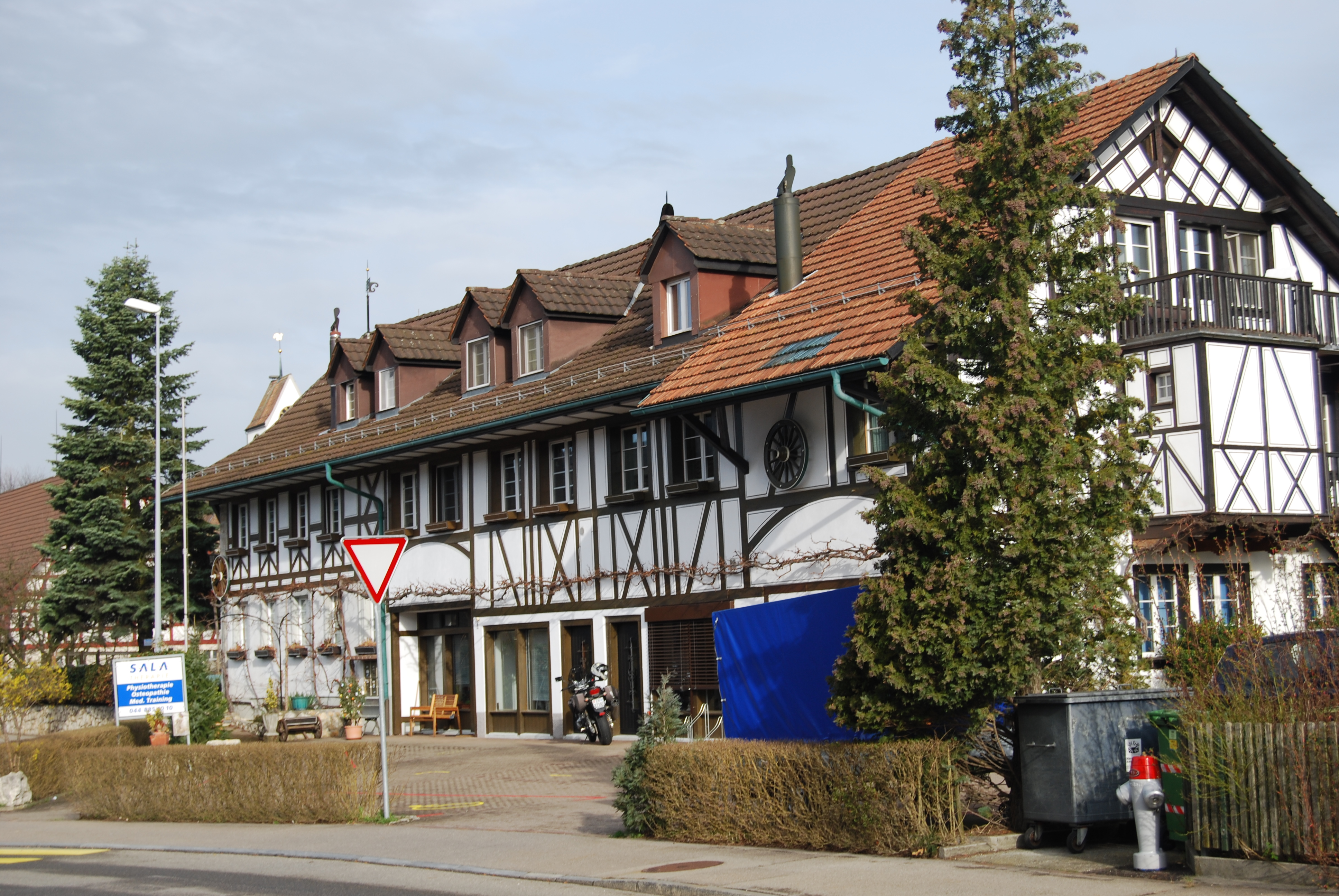
Haus am Eingang von Schöfflisdorf
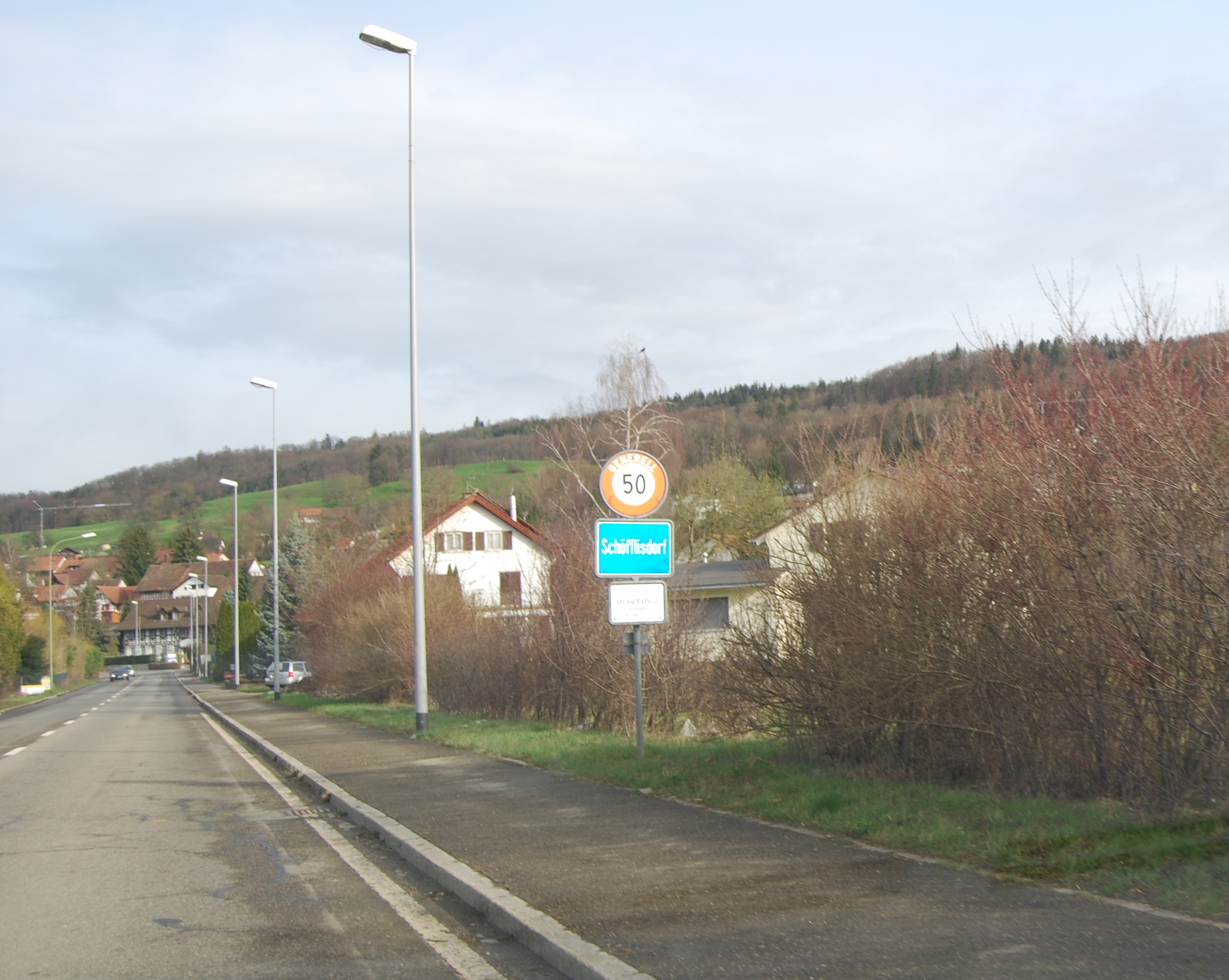
Dorfeingang
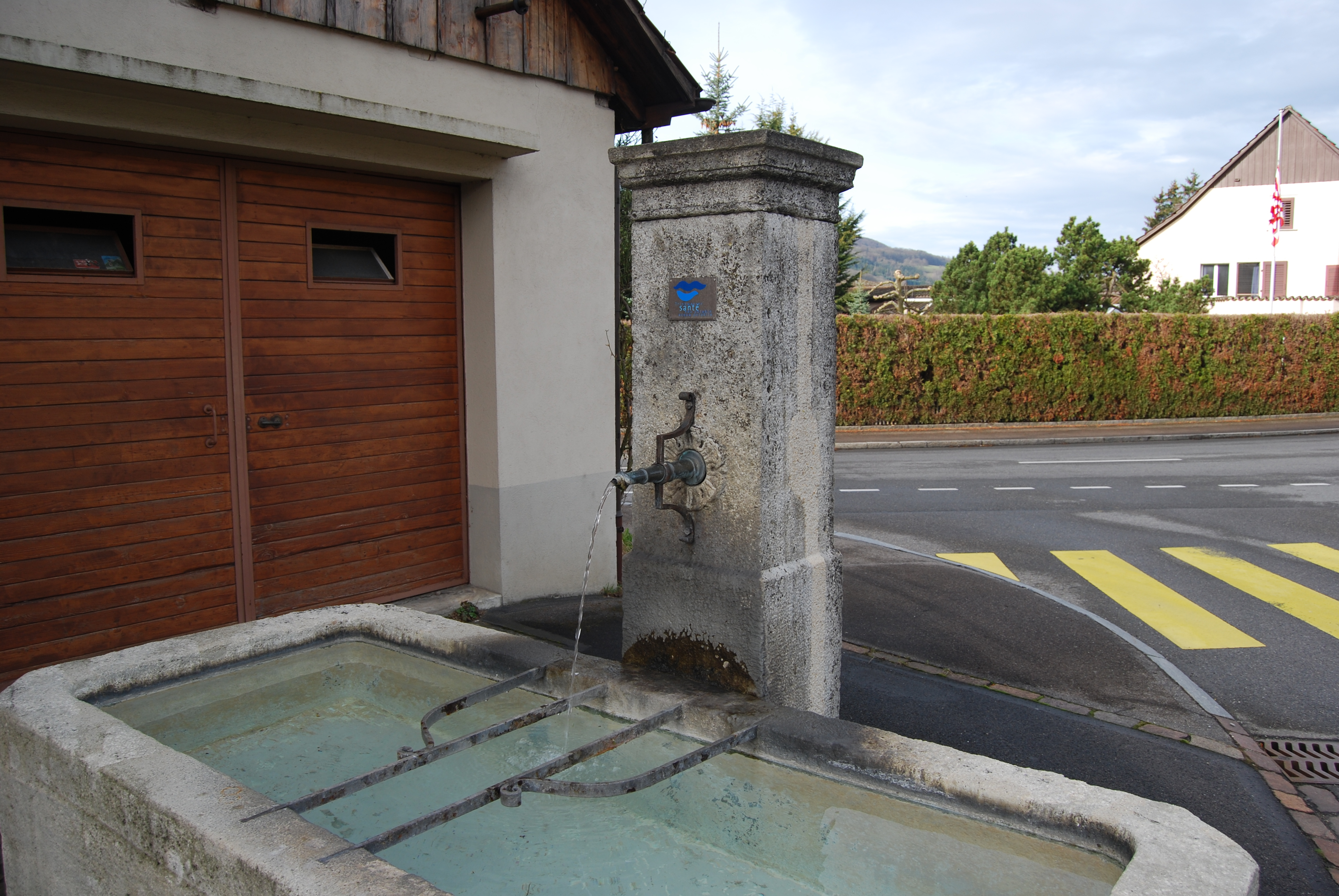
Brunnen Ausserdorf